# Station Ylitornio

Station Ylitornio (Ylitornion rautatieasema) is een spoorwegstation  (1926) binnen de Finse gemeente Ylitornio. Het is gelegen aan de Spoorlijn Kemi – Kolari en Asematie nr. 7 (Stationsstraat) van Ylitornio. Het bestaat uit een stationsgebouw en een tweetal eenvoudige perrons zonder overkapping. De spoorlijn kwam hier in 1927 en vervoert meestentijds goederen, doch die gaan aan Ylitornio voorbij (er is geen rangeermogelijkheid). In de zomer rijdt er soms maar één personentrein per dag (de ene dag heen, de andere dag terug). In de winter stopt er vaker een trein (2 x daags naar noord, 2x daags naar zuid) in verband met het wintersportgebied ten noorden van Kolari. De meeste treinen worden voortbewogen door een of meerdere VR Klasse  Dr16-locomotieven. Het stationsgebouw is ontworpen door Thure Hellström, die ook andere stations aan de lijn ontwierp.
Ten westen van het spoorwegstation ligt ook busstation voor streekbussen. 